# National Black United Front
Le National Black United Front (Front national noir uni, NBUF) est un mouvement afro-américain formé en juin 1980 à Brooklyn (New York) ,. Selon le NBUF, près de 1 500 personnes venant de 35 États des États-Unis et de 5 autres pays formèrent ce collectif en 1980, le groupe passant en cinq ans de 5 sections locales à plus de 18, étant présent dans plus de 40 villes.
Outre ses activités nationales, le groupe soutint alors Maurice Bishop, chef du Gouvernement révolutionnaire populaire de la Grenade assassiné en 1983 (événement qui provoqua l'invasion américaine), ainsi que des groupes anti-apartheid comme l'ANC ou le Congrès panafricain d'Azanie. Le NBUF établit aussi des contacts avec Cuba et l'Irak.
Il a été décrit comme un mouvement chrétien de gauche, plus ou moins proche du Black nationalism ,, travaillant dans la continuation de la Million Man March et de Malcolm X. En 1979, le NBUF était dirigé par le père Herbert Daughtry, qui salua l'évasion d'Assata Shakur, une militante de la Black Liberation Army, dans un article publié dans The New York Amsterdam News intitulé « Run Hard Sister, Run Hard » (Cours vite sœur, cours vite !) .
La NBUF organisa sa 30e convention annuelle en juillet 2009 à Chicago,. Il possède aujourd'hui des sections locales à Chicago, Détroit, en Floride, à Houston, Kansas City, Lansing, Milwaukee, Muskegon, New York, Oakland, Seattle  et St Louis.  

## Sources originales
- (en) Cet article est partiellement ou en totalité issu de l’article de Wikipédia en anglais intitulé « National Black United Front » (voir la liste des auteurs).